# 国際連合安全保障理事会決議223
国際連合安全保障理事会決議223（こくさいれんごうあんぜんほしょうりじかいけつぎ223、英: United Nations Security Council Resolution 223）は、1966年6月21日に国際連合安全保障理事会で採択された決議である。ガイアナの国際連合への加盟申請を検討した上で、国際連合総会に対して承認勧告を行った。会合にはベネズエラ代表も出席したが、投票はできなかった。